# The Desert Sessions: Volumes 9 & 10
The Desert Sessions: Volumes 9 & 10 is het vijfde album van Josh Homme zijn project de Desert Sessions. Deze sessies zijn opgenomen in studio's Rancho de la Luna en in Josh Homme zijn studio Pink Duck Studio.
Volume 9: I See You Hearin' Me
Volume 10: I Heart Disco

## Tracklist
| nr. | titel                             | duur |
| --- | --------------------------------- | ---- |
| 1   | Dead in Love                      | 4:42 |
| 2   | I Wanna Make It wit Chu           | 3:42 |
| 3   | Covered in Punk's Blood           | 1:43 |
| 4   | There Will Never Be a Better Time | 4:11 |
| 5   | Crawl Home                        | 3:01 |
| 6   | I'm Here for Your Daughter        | 0:47 |
| 7   | Powdered Wig Machine              | 2:40 |
| 8   | In My Head...Or Something         | 4:41 |
| 9   | Holey Dime                        | 3:34 |
| 10  | A Girl Like Me                    | 3:10 |
| 11  | Creosote                          | 2:34 |
| 12  | Subcutaneous Phat                 | 3:49 |
| 13  | Bring it Back Gentle (bonus)      | 5:48 |
| 14  | Shepherd's Pie (bonus)            | 4:31 |

- het nummer "I Wanna Make It wit Chu" is opnieuw opgenomen voor het album Era Vulgaris van de band Queens of the Stone Age.
- het nummer "Covered in Punk's Blood" is meerdere keren live gespeeld in 2005 door de band Queens of the Stone Age.
- voor het nummer "Crawl Home" is een muziek video gemaakt waar Josh Homme en PJ Harvey te zien zijn.
- het nummer "In My Head...Or Something" is opnieuw opgenomen als "In My Head" voor het album Lullabies to Paralyze van de band Queens of the Stone Age.
- het nummers "Covered in Punk's Blood" en "I Wanna Make It wit Chu" staan op de live CD/DVD Over the Years and Through the Woods van de band Queens of the Stone Age.
- het nummer "Creosote" is na vier minuten door Alain Johannes en Deen Ween opgenomen nadat ze elkaar voor het eerst ontmoeten.
- het nummer "There Will Never Be a Better Time" net als het nummer "Creosote" na een aantal minuten door Chris Goss en PJ Harvey geschreven met een akoestisch gitaar. Hierna hebben zij het met het collectief opgenomen en is daarna nooit meer gespeeld.
- het nummer "Holey Dime" en "Subcutaneous Phat" is meerdere keren live gespeeld in 2010 door Alain Johannes om zijn album Spark te promoten.
- het nummer "Shepherd's Pie" is op meerde albums afwezig.

## Sessiemuzikanten
- Joshua Homme
- PJ Harvey
- Alain Johannes
- Chris Goss
- Troy Van Leeuwen
- Joey Castillo
- Dean Ween
- Josh Freese
- Jeordie White
- Brian O'Connor
- Dave Catching